# Линдберг, Юхан Аугуст
Юхан Аугуст Линдберг (швед. Johan August Lindberg; 3 сентября 1846, Хедемура, лен Даларна, Швеция — 18 ноября 1916, Стокгольм) — шведский театральный деятель, режиссёр, актёр.

## Биография

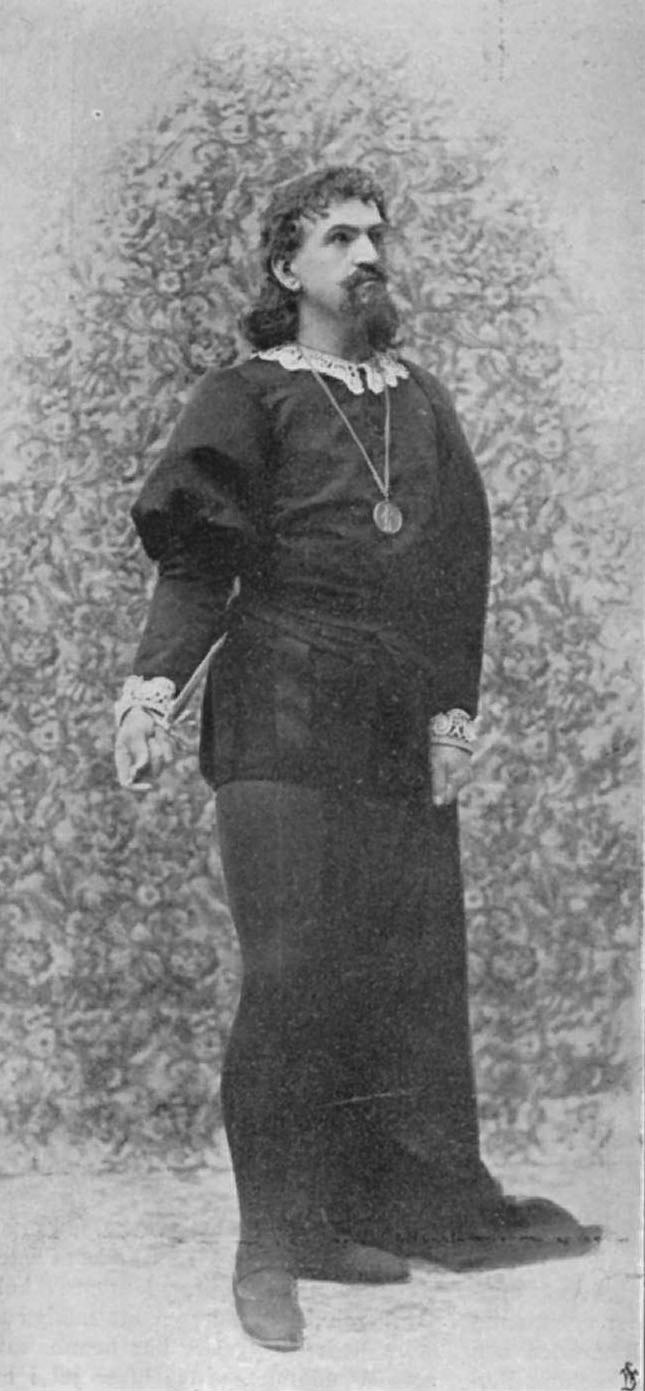
Ю. А. Линдберг в роли Гамлета. 1898 г.

Родился в семье скромного достатка, сын городского пожарного. В начале 1860-х годов переехал в Стокгольм.
Работал в сфере обслуживания.
С 1865 по 1866 год обучался в актёрской школе при Королевском драматическом театре в Стокгольме. Дебютировал на сцене передвижных театров.
С 1866 по 1871 год работал актёром в столичном Новом театре (Стокгольм) и в провинциальных антрепризах. Позже возглавлял ряд гастрольных трупп. Побывал со спектаклями в Германии, Северной Европе и Северной Америке.
В 1903—1906 годах работал режиссёром Королевского драматического театра в Стокгольме.
Из-за приверженности реализму в искусстве и происхождению, в Королевском театре столкнулся с трудностями.
По заключению специалистов был широко образованным человеком, верящим в высокую просветительскую миссию искусства. Его творчество способствовало развитию шведского провинциального театра.
С успехов играл в пьесах по произведениям Шекспира, Гёте, Ибсена, Стриндберга, Сёдерберга и др.
Умер от рака лёгкого. Похоронен на Северном кладбище Стокгольма.

## Избранные роли
- Гамлет, Отелло, король Лир, Макбет;
- Мефистофель («Фауст» Гёте),
- Бранд, Пер Гюнт (о. п. Ибсена), Освальд;
- Эрик XIV (о. п. Стриндберга),
- Людман («Гертруд») и др.

Его сын Пер Аугуст Линдберг, театральный деятель, режиссёр, сценарист, актёр.